# Nonaccital
Nonaccital liknar Fibonaccital, men istället för att börja med två förutbestämda termer, startar talföljden med nio förutbestämda termer och varje term efteråt är summan av de nio föregående termerna.
De första nonaccitalen är:
0, 0, 0, 0, 0, 0, 0, 0, 1, 1, 2, 4, 8, 16, 32, 64, 128, 256, 511, 1021, 2040, 4076, 8144, 16272, 32512, 64960, 129792, 259328, 518145, 1035269, 2068498, 4132920, 8257696, 16499120, 32965728, 65866496, 131603200, 262947072, 525375999, 1049716729, 2097364960, … (talföljd A104144 i OEIS)